# الصناعة في سوريا
لعبت سوريا دوراً هاماً وبارزاً في التقدم الصناعي منذ أمد بعيد بسبب الموقع الجغرافي الهام وتوسطه بين القارات الثلاثة أوروبا وآسيا وأفريقيا، حيث تمكن الشعب السوري من الإطلاع على الأمم المختلفة, فأفادها وطورها ولذلك تعد دمشق وحلب أكثر المدن شهرة في توطن الصناعات اليدوية التي تعتمد على المهارات الفردية.
احتلت الصناعة في سوريا المرتبة الثانية من حيث الأهمية بعد الزراعة في الاقتصاد السوري، وتسهم الصناعة بنمو23.7% من الناتج المحلي عام 2010 و18.9% عام 2016.

## تاريخ الصناعة في سوريا

### في العصور القديمة
لم تكن مجالات الصناعة الفينيقية مخصصة لمنطقة معينة أو لاستخدام محدود لكنها كانت واسعة، عالمية ومتنوعة. بين الفنون المعتمدة نجد الكثير من القطاعات، كعمل الزجاج والسيراميك، والمعادن، والعاج، والمجوهرات وإكسسوارات التجميل والتصنيع الأرجواني، والعملات ..إلخ

#### صناعة السفن عند الفينيقيين
اشتهر الفينيقيين بصناعة السفن البحرية حتى وصل الأمر بهم للسيطرة على كامل تجارة البحر الأبيض المتوسط، في البداية، أخذت السفن الفينيقية النمط المصري في بنائها، أما لاحقاً وعندما ظهر في فينيقيا «شعوب البحار» القادمة من بحر إيجة، بدأ الفينيقيون يبنون سفناً أكثر أماناً من تلك الأنماط المصرية.

### الصناعة في الدولة الأموية والعباسية

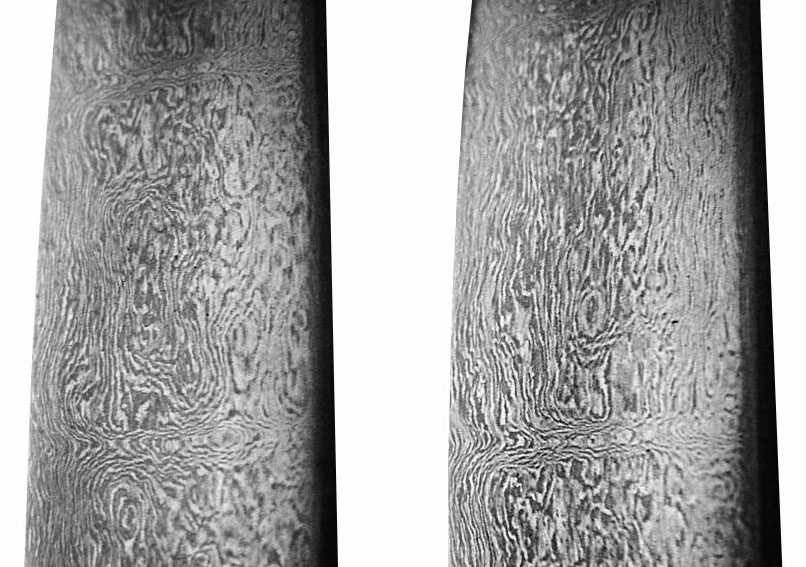
صورة مقربة لسيف دمشقي تظهر جودة الفولاذ الدمشقي

أحسنَ السوريون الاستفادة من ثرواتهم المعدنية، والطبيعية المختلفة، وأتقنوا الكثير من الصناعات واشتهروا بها، ساعد على ذلك توافر المواد الخام للصناعة في البلاد المفتوحة، ومن أشهر الصناعات في الخلافة الأموية: الأسلحة وخاصة السيف الدمشقي الشهير بمتانته، السفن، الطواحين، المنسوجات، الأغذية وغير ذلك.

ويورد محمد كرد علي في كتابه خطط الشام مقتبساً عن الإدريسي:
« إن دمشق كانت في عصره جامعة لصنوف من المحاسن وضروب من الصناعات وأنواع من السيب الحريرية كالخز والديباج النفيس الثمين العجيب الصنعة والعديم المثال، والذي يحمل منها إلى كل بلد ويتجهز به من دمشق إلى كل الآفاق والأمصار المثاقبة لها، والمتباعدة عنها.
ومصانعها في كل ذلك عجيبة، تضاهي ديباجها بديع ديباج الروم وتقارب ثياب دستوا وتنافس أعمال أصفهان، وتشف على أعمال طرز نيسابور، من جليل ثياب الحرير المصممة، وبائع ثياب تنيس... وقد احتوت طرزها على أفانين من أعمال الثياب النفيسة ومحاسن جمة فلا يعادلها جنس ولا يقاربها مثال.»

### الصناعة السورية في العصور الوسطى وحتى العصر الحديث

#### في العهد العثماني
قام العثمانيون بتدمير حلب وقتل وتهجير معظم سكانها، وقاموا بنهب مدن دمشق وحمص وحماة والعمل على تغييرات ديموغرافية كبيرة في هذه المدن، كما أن تخلف التعليم وانخفاض مستوى المعيشة وكثرة الحروب التي قام بها العثمانيون وزجوا فيها أبناء سوريا، كل ذلك انعكس سلباً على الصناعة في سوريا، فتراجعت كثيراً واندثرت الكثير من المهن.

#### في عهد الاستعمار الفرنسي
ازدهرت بشكل رئيسي الصناعات النسيجية وبخاصة البروكار أو الدامسكو، وصناعة الحرير الطبيعي وتصديره إلى أوروبا، كما تطورت صناعة التبغ وتصديره إلى فرنسا بشكل خاص.
عملت فرنسا على ربط الصناعة السورية بالاقتصاد الغربي، ونقلت إليها الآلات الحديثة والقدرة الكهربائية، وتطورت الصناعة سريعاً، ودخلت صناعات جديدة كصناعة الكبريت والإسمنت.

## الصناعة الحديثة
تنقسم الصناعة في سوريا إلى أربعة قطاعات رئيسية:

### القطاع العام
وهي شركات مملوكة للحكومة السورية ترتبط بوزارة الصناعة السورية، يتشكل القطاع العام الصناعي المرتبط بوزارة الصناعة من 96 شركة تنتظم في6 مؤسسات عامة، يعمل فيها أكثر من 65 ألف عامل وهي:
1. المؤسسة العامة للصناعات النسيجية: التي تنطوي تحتها 27 شركة تضم حوالي 44 % من العمال.
2. المؤسسة العامة للصناعات الكيميائية: ويتبعها 13 شركة يعمل فيها 18 % من العمال.
3. المؤسسة العامة للصناعات الهندسية وتضم 13 شركة و 11 % من العمال.
4. صناعة الإسمنت: وتشتمل على 10 شركات و15 % من العمال.
5. الصناعات الغذائية: التي تتبعها 23 شركة و7.6 % من العمال.
6. صناعة السكر: التي تتشكل من 10 شركات تمثل العمالة فيها حوالي 5 %.
7. المؤسسة العامة للتبغ.[10]

### معامل الدفاع
وهي شركات مملوكة لوزارة الدفاع السورية، تنتج مؤسسة معامل الدفاع معدات ولوازم الجنود كالأسرَّة العسكرية والحرامات واللحف والشراشف والبزات والألبسة العسكرية، والخيم وغيرها، إضافة إلى بعض المنتجات المدنية مثل عدادات الماء العنفية وعدادات الكهرباء بنوعين أحادي وثلاثي الطور وأجهزة إطفاء وفوهات حريق بمختلف الأنواع. ويمكن القول إن منتجات المؤسسة تغطي كامل احتياجات السوق المحلية.

### القطاع الخاص
يتألف القطاع الصناعي الخاص، في نهاية عام 2003، من 116720 منشأة يبلغ إجمالي رأسمالها حوالي 155 مليار ل.س ويعمل فيها ما يقارب 380 ألف عامل.

### القطاع المشترك
وهي شركات مملوكة بالمشاركة بين الحكومة السورية ومستثمرين.
يشمل القطاع المشترك الصناعي  في سورية حالياً 13 شركة مساهمة ومحدودة المسؤولية وفروعاً لشركات مشتركة تساهم فيها سورية مع دول عربية أخرى تتواجد مراكزها خارج سورية مثل الشركة السورية الأردنية للصناعة.

## المدن الصناعية
تشكل هذه المدن بيئة استثمارية ضخمة تجذب الاستثمار المحلي والأجنبي وتقدم خدمات متكاملة لدعم الصناعة السورية، ويوجد في سوريا أربعة مدن صناعية:
- مدينة حسياء الصناعية: جنوب حمص.
- مدينة عدرا الصناعية: شمال دمشق.
- مدينة الشيخ نجار الصناعية: شمال حلب.
- مدينة دير الزور الصناعية: شمال دير الزور.

### بعض مؤشرات المدن الصناعية[12]
- بلغ عدد المنشآت قيد البناء 3650 منشأة.
- بلغ عدد المنشآت قيد الإنتاج 1096 منشأة.
- بلغ عدد فرص العمل المباشرة في المدن الأربع 104876 فرصة عمل، يضاف إليها آلاف فرص العمل الأخرى غير المباشرة في مختلف المجالات ( زراعة- تجارة- نقل- مصارف- خدمات- ...)
- بلغت الإيرادات الاستثمارية التراكمية الصافية للمدن الصناعية الأربع 23,555 مليار ل.س.
- بلغ حجم الاستثمارات الاجمالية 498 مليار ل.س.
- بلغ حجم استثمارات عربية وأجنبية بقيمة 118,5 مليار ل.س.

## روابط خارجية
- وزارة الصناعة السورية.
- غرفة صناعة سوريا.
- محاضرة عن واقع الصناعة في سوريا عام 2015